# Големи лъжи
„Големи лъжи“ е испански филм на режисьорите Алфонсо Албасете и Давид Менкес,
пуснат за разпространение в Испания на 27 март 2009 г.
Като любопитен може да се подчертае фактът, че във филма участват голям брой млади актьори,
снимали се в телевизионни сериали за юноши, като Марио Касас („Хората на Пако“),
Ана де Армас („Интернатът“), Йон Гонзалес („Интернатът“), Ана Мария Полвороса
(„Аида“), Хуго Силва („Хората на Пако“), Макси Иглесиас („Физика или химия“) и Алехо Саурас („Серано“, „Ловци на хора“). Друг любопитен факт е това, че
единият от сценаристите, родената в Мадрид Анхелес Гонзалес-Синде, е министър на културата на Испания.
Филмът е заснет в киноцентъра Сиудад де ла Луз (край Агуамарга, Аликанте), а сцените на открито и на плажа – в Гуардамар дел Сагура.
Песента „La Verdad“ е на испанския дует Фангория.

## Сюжет
Във филма се разказва за личните и нежни отношения на група младежи, погълнати от атмосферата на дискотеки и наркотици, чиито живот е кръстосан в объркана смесица от секс, алкохол, нощи и купони. Те не са наясно с последствията от освобождаването на спирачките и че след като това веднъж е започнало, няма връщане назад, и откриват, че любовта може да означава и страдание.
Това е една обща история, пресъздадена чрез историите на група млади хора, които изпълват юношеството си с епизоди на любов, сцени на страст и открит секс и съответните илюзии. Всички живеят донякъде в поредица от лъжи, в редуване на кокаин, секс и таблетки.

## Касови приходи
Филмът дебютира като номер 1 в Испания след като осигурява 1, 79 милиона евро приходи и привлича близо 300 000 зрители. С този резултат надминава трикратно като номер 1 филма
Гран Торино на Клинт Истууд. За 2 седмици остава под номер 1 по приходи, като надхвърля 3 милиона евро приходи и е гледан от почти половин милион души (497 490).
Също така, през дебютния си уикенд „Големи лъжи“ успява да влезе в Топ 20 на филмите с най-големи приходи извън Съединените щати, като е поставен на 16-о място.